# 椎木保
椎木 保（しいき たもつ、1966年7月4日 - ）は、日本の政治家。日本維新の会所属の元衆議院議員（2期）。

## 経歴
東京都江戸川区に生まれる。茨城県立鹿島灘高等学校卒業。東海大学教養学部卒業後、山一證券入社。その後退職し、茨城県公立小・中学校および高等学校、私立高等学校の教員となる。
私立鹿島学園高等学校、茨城県立鹿島灘高等学校では、自身の野球経験を生かし硬式野球部の監督・コーチとして生徒の指導にあたる。
1994年より鹿嶋市教育委員会、鹿嶋市役所に勤務。
2012年11月、日本維新の会の衆議院選挙公認候補予定者に決定。同年12月の第46回衆議院議員総選挙で千葉13区から立候補。小選挙区では敗れたが、比例南関東ブロックで復活し初当選。その後日本維新の会は分裂し、橋下徹大阪市長と結いの党の江田憲司率いる維新の党に参加した。
第47回衆議院議員総選挙で大阪2区への国替えを命じられた。開票の結果、自由民主党の左藤章に敗れ、比例復活もならず落選。
2015年10月9日、吉村洋文が大阪市長選立候補のため衆議院議員を辞職したことにより繰り上げ当選。しかしこの当時維新の党は再び分裂騒動の最中にあったため、橋下が新たに結成予定の「おおさか維新の会」（現在の日本維新の会）に参加しない旨の誓約書を党執行部に提出した。しかし、同年10月31日に開催されたおおさか維新の会の結党大会に参加、誓約書を反故にして同党に合流することを発表した。椎木は維新の党に離党届を提出したが、維新の党執行部は離党届を受理せず除籍処分とするとともに、国会議員辞職を勧告した（なお誓約書、議員辞職勧告共に法的拘束力は無く、椎木も議員辞職はしていない）。
2017年、第48回衆議院議員総選挙で日本維新の会公認で大阪2区から立候補。開票の結果、再び自由民主党の左藤章に敗れ、比例復活もならず落選。
2019年2月の党大会において千葉5区支部長に就任したことが発表され、再度活動の拠点を千葉県に戻した。
2021年10月31日、第49回衆議院議員総選挙では3位に終わり、比例復活もならず落選。

### 女子中学生への性的暴行事件
2024年9月9日、8月20日に東京都新宿区歌舞伎町のカラオケ店で中学1年の女子生徒に性的暴行を加えたとして、不同意性交容疑で逮捕された。
9月27日、不同意性交罪で起訴された。
12月5日、東京地裁で初公判が行われ、椎木は罪状認否で起訴事実を認めた。検察側は冒頭陳述で、椎木が歌舞伎町の「トー横」で女子中学生に声をかけ、その年齢を確認した上で金銭と引き換えに性的行為をもちかけたと指摘。カラオケ店に偽名で入店し性的暴行に及んだと述べた。
現場は売春目的のたちんぼ女性が集まる大久保公園近くのカラオケ店内であり、少女の供述書によると、当日に椎木被告から「2万円をあげるから遊べない？」と持ちかけたことで知り合った関係と報道されている。検察官は、椎木被告には2万円を出すと少女に言っていたことから児童買春の目的があったと指摘した。椎木被告は最終的に女性生徒に渡したのは1万円だけだったことについて、「タクシー代のつもりで渡したつもりでした」と述べた。そのため、FRIDAYは「（自分に）責任はある」という発言をしながらも、買春部分の記憶を忘れていること、女子生徒の供述任せの言動であることから、「見せかけの反省はなんとも往生際が悪いとしか言いようがない。」と非難した。
12月24日の公判で被告人質問が行われ、椎木は動機について「被害者が年齢以上にしっかりしていて、女性としての魅力があり、魔が差した」と説明し、「58年の人生の中で、あの行動だけは『違う自分』がいたようだった。今でもよくわからないが、責任は自分にある」と述べた。検察側は「被害者の判断能力が発達途上で未熟なことに乗じて、自らの性的欲望を充足させるために犯行に及んだ」として、懲役5年を求刑し、弁護側は「反省の意思を示し、二度としないと約束している」、「被害者と示談が成立していて、被害弁償金も支払い済み」として執行猶予付き判決を求めた。
2025年2月3日、東京地裁は椎木に対して懲役3年・執行猶予5年の判決を言い渡した。村田千香子裁判長は判決理由で「被害者の未熟さに乗じた犯行は卑劣で、心身への影響も軽視できない」と非難。一方、元議員としての立場を悪用しておらず、謝罪や賠償金の支払いを済ませているとして、執行猶予付き判決が相当とした。

## 政策
- 憲法9条の改正に賛成[23]。
- 集団的自衛権の行使に反対[23]。
- アベノミクスを評価しない[23]。
- 原発は日本に必要ない[23]。
- 村山談話・河野談話を見直すべきだ[23]。
- 特定秘密保護法は日本に必要ない[23]。
- ヘイトスピーチを法律で規制することに反対[23]。
- 選択的夫婦別姓制度の導入について「どちらともいえない」としている[24]。